# Међународни дан борбе против корупције
Међународни дан борбе против корупције (енгл. International Anti-Corruption Day) обележава се сваке године, 9. децембра, од доношења Конвенције Уједињених нација против корупције 31. октобра 2003. у циљу подизања свести јавности о борби против корупције. 

## Позадина
Конвенција делимично наводи да су УН: 
забринути због озбиљности проблема и претњи које корупција представља за стабилност и безбедност друштва, подрива институције и вредности демократије, етичке вредности и правде и угрожава одрживи развој и владавину права
и делегира на конвенцију овлашћење да: 
промовисати и јачати мере за ефикасније и ефикасније спречавање и борбу против корупције... промовишу, олакшавају и подржавају међународну сарадњу и техничку помоћ у превенцији и борби против корупције… [и] промовишу интегритет, одговорност и правилно управљање јавним пословима и јавном имовином…

## Ваша кампања НЕ се рачуна
Кампања „Ваше НЕ се рачуна“ је заједничка међународна кампања коју су креирали Програм Уједињених нација за развој и Канцеларија Уједињених нација за дроге и криминал у циљу обележавања Међународног дана борбе против корупције (9. децембра) и подизања свести о корупцији и начину борбе против ње.  
Заједничка међународна кампања из 2009. фокусирала се на то како корупција омета напоре за постизање међународно договорених Миленијумских развојних циљева, подрива демократију и владавину закона, доводи до кршења људских права, нарушава тржишта, нарушава квалитет живота и дозвољава организовани криминал, тероризам, и друге претње безбедности људи . 

## Глобални барометар корупције
Transparency International спроводи истраживање Глобалног барпметра корупције. То је  глобално и свеобухватно истраживање о перцепцији корупције код грађана у којем се испитује циљану јавност на тему корупције. Подаци добијени истраживањем дају детаљну слику стања по питању корупције, истраживања се раде на великим узорцима и с много питања те дају податке што људи мисле о корупцији у правосуђу, парламенту, политичким странкама, јесу ли се суочили особно с корупцијом, итд.